# 藤間ゆかり
藤間 ゆかり（ふじま ゆかり、1991年7月9日 - ）は、日本の元AV女優、元グラビアアイドル。

## 来歴・人物
- Gカップのバストを持ち、Tバックなどの水着で過激な衣装を披露している。
- 2009年10月24日にTGNより、復帰作イメージビデオ「藤間ゆかり Returns」をリリース。活動を再開する。
- 2010年1月1日、MUTEKIより「未成年」でAVデビュー。

## 作品

### 写真集
- Love Passion（2007年9月、オークラ出版、撮影：矢野力）ISBN 978-4775510513
- THE藤間ゆかりラジバンダリ―丸ごと一冊、藤間ゆかりちゃん! (G-mook 33)（2009年10月、ジーウォーク）ISBN 978-4862972330
- 南のEDEN（2009年11月10日、ジーオーティー、撮影：旭日）ISBN 978-4860845612
- ヤホー・ゆカ・リー(G-mook 37)（2010年1月、ジーオーティー）ISBN 978-4862972378
- No.1未成年18歳―カラダはもうオトナだよ… (G-mook 39)（2010年3月、ジーウォーク、撮影：安藤青太）ISBN 978-4862972392

### DVD
イメージビデオ
- VOLTAGEX 藤間ゆかり 13歳（2007年、マーレインターナショナル）
- EIGHT（2007年、レイフル）
- 大人になっちゃった!（2007年、キングダム）
- 桃色聖春女学園12,13（2007年、レイフル）
- アブナイ!Tバック学園の大暴走 vol.3 爆乳高校生VS未成熟中学生（2007年、日本メディアサプライ）
- Lupinus〜ルピナス〜（2007年、アートハウス・ゴン）
- 完全Tバック宣言（2007年、BOOT）
- マジック・フレグランス（2007年、オークラ出版）
- Noah 37（2007年、トライアングル・フォース）
- 抱擁〜HOUYO〜（2008年、キングダム）
- 少女F（2008年、アムモ）
- ソーセージLOVE（2008年、キングダム、藤阪あきと共演）
- ビンビン学園 百合組（2008年、ビーエムドットスリー、藤村みなみと共演）
- アブナイ!!Tバック学園の大暴走 Vol.19（2009年、日本メディアサプライ）
- アブナイ!!Tバック学園の大暴走 番外編 ベストオブゆかりんSP（2009年、日本メディアサプライ）
- 大スキ!藤間ゆかり～ビンビン教育委員会～（2009年、日本メディアサプライ）
- ペロチュ～ ビンビン教育委員会（2009年、日本メディアサプライ）
- ピンキーネットFINAL 藤間ゆかりSP（2009年、オルスタックピクチャーズ）
- Returns（2009年、INTEC Inc）
- ゆかりん解禁!（まだ私が好きですか?）（2009年、オルスタックピクチャーズ）
- 双丘 第4章（2010年、オルスタックピクチャーズ）
- 双丘 第5章（2010年、オルスタックピクチャーズ）
- ジュエリーボックス（2010年、日本メディアサプライ）

### アダルトビデオ
- 芸能人 未成年（2010年1月1日、MUTEKI）
- 芸能人 18歳の決意 （2010年3月7日、エスワン）
- 制服少女 ウブな女子校生のホントの気持ち （2010年4月7日、エスワン）
- 未成年性玩具（2010年5月7日、エスワン）
- 犯された女子校生（2010年6月7日、エスワン）